# The Gathering (альбом Infected Mushroom)
The Gathering — дебютный студийный альбом израильской группы Infected Mushroom, изданный в 1999 году на YoYo Records — сублейбле BNE, специализировавшемся на электронной музыке. Диск отличается тёмным и насыщенным звучанием.

## Список композиций
1. «Release Me» — 8:28
2. «The Gathering» — 7:43
3. «Return Of The Shadows» — 8:13
4. «Blue Muppet» — 8:08
5. «Psycho» — 8:38
6. «Montoya Rmx» — 8:20
7. «Tommy The Bat» — 7:29
8. «Virtual Voyage» — 8:24
9. «Over Mode» — 8:35

## Семплы
- «Release Me» содержит звуковые семплы из кинофильма День независимости.
- «The Gathering» содержит семплы из видеоигры Grand Theft Auto.
- «Return Of The Shadows» содержит семплы из кинофильма Звёздный путь 6: Неоткрытая страна.
- «Psycho» содержит семплы из кинофильма Бэтмен и Робин.
- «Tommy the Bat» содержит семплы из композиции группы Primus под названием «Tommy the Cat» и из кинофильма Остров доктора Моро.
- «Over Mode» также содержит семплы из кинофильма Остров доктора Моро.